# Lodelinsart
Lodelinsart är en ort i Belgien.   Den ligger i provinsen Hainaut och regionen Vallonien, i den centrala delen av landet, 50 km söder om huvudstaden Bryssel. Lodelinsart ligger 126 meter över havet och antalet invånare är 6 802.
Terrängen runt Lodelinsart är platt. Runt Lodelinsart är det tätbefolkat, med 947 invånare per kvadratkilometer.. Närmaste större samhälle är Charleroi, 2,2 km söder om Lodelinsart. 
Runt Lodelinsart är det i huvudsak tätbebyggt.